# Ilhas Salomão nos Jogos Olímpicos de Verão de 2008
As Ilhas Salomão participaram dos Jogos Olímpicos de Verão de 2008, em Pequim, na China. O país estreou nos Jogos em 1984 e esta foi sua 7ª participação.

## Desempenho

### Atletismo
| Atleta          | Prova           | Elims. | Elims. | Quartas     | Quartas     | Semifinal   | Semifinal   | Final       | Final       |
| Atleta          | Prova           | Res.   | Pos.   | Res.        | Pos.        | Res.        | Pos.        | Res.        | Pos.        |
| --------------- | --------------- | ------ | ------ | ----------- | ----------- | ----------- | ----------- | ----------- | ----------- |
| Francis Manioru | 100 m masculino | 11.09  | 67     | Não avançou | Não avançou | Não avançou | Não avançou | Não avançou | Não avançou |
| Pauline Kwalea  | 100 m feminino  | 13.28  | 75     | Não avançou | Não avançou | Não avançou | Não avançou | Não avançou | Não avançou |

### Halterofilismo
Feminino
| Atleta     | Categ. | Arranque | Arranque | Arremesso | Arremesso | Total | Pos. |
| Atleta     | Categ. | Res.     | Pos.     | Res.      | Pos.      | Total | Pos. |
| ---------- | ------ | -------- | -------- | --------- | --------- | ----- | ---- |
| Wendy Hale | -58 kg | 78       | 12       | 95        | 12        | 173   | 12   |